# Family Circle Cup 1982
Family Circle Cup 1982 — жіночий тенісний турнір, що проходив на відкритих кортах з ґрунтовим покриттям Sea Pines Racquet Club у Гілтон-Гед-Айленді (США). Належав до Avon Championships World Championship Series 1982. Турнір відбувся вдесяте і тривав з 5 квітня до 11 квітня 1982 року. Друга сіяна Мартіна Навратілова здобула титул в одиночному розряді й отримала за це 34 тис. доларів США.

## Фінальна частина

### Одиночний розряд
Мартіна Навратілова —  Андреа Джегер 6–4, 6–2
- Для Навратілової це був 6-й титул в одиночному розряді за сезон і 61-й — за кар'єру.

### Парний розряд
Мартіна Навратілова /  Пем Шрайвер —  Джоанн Расселл /  Вірджинія Рузічі 6–1, 6–2

## Розподіл призових грошей
| Дисципліна       | П       | F       | 3-тє   | 4-те   | ЧФ     | 1/8    | 1/16 |
| Одиночний розряд | $34,000 | $17,500 | $8,400 | $4,100 | $2,100 | $1,150 | $575 |